# 石固遗址
石固遗址位于河南省长葛市石固镇，是新石器时代的古遗址，2006年被认定为“全国第六批重点文物保护单位”。石固遗址是继新郑裴李岗遗址之后，发现的又一具有重要学术价值的裴李岗文化遗址。遗址包含裴李岗文化和仰韶文化两个时期的古文化遗址，距今约4500－7400年。

## 简介
遗址位于长葛市区西南12.5公里处，西距老石固村1公里，东距岗河村约0.1公里，遗址东连豫中平原，土地肥沃。总面积10.5万平米，重点保护区3.45万平米。
它是1972年冬当地农民在生产过程中发现的。1978年河南省文物工作队（河南省文物考古研究所的前身）对遗址进行了全面的发掘，发掘面积计2145平方米，发现裴李岗和仰韶文化的房基7处、灰坑282个、墓葬96座。

## 出土文物
遗址出土了11800多件石、陶、骨、蚌、铜等器物，其中以裴李岗文化遗存最丰富，典型器物有：石磨盘、石磨棒、石斧、石铲、石镰、管形骨器、圜底壶、平底壶、假圈足壶、三足壶、三足钵、三足鼎、附加堆纹，以及坑点纹的三足钵、敛口钵、折肩壶、角把罐。
目前这些文物主要保存于许昌市博物馆和河南省文化考古研究所里。

## 意义
1. 根据遗址的地层证据可以证明裴李岗文化早于仰韶文化，仰韶文化是在继承了裴李岗文化的基本上发展起来的；
2. 早期人类没有固定婚姻；
3. 证明当时已具有明确的男女社会分工；
4. 证明石固遗址当时是黄河中下游制陶和生产工具中心。[1]